# Triple Crown (Snooker)

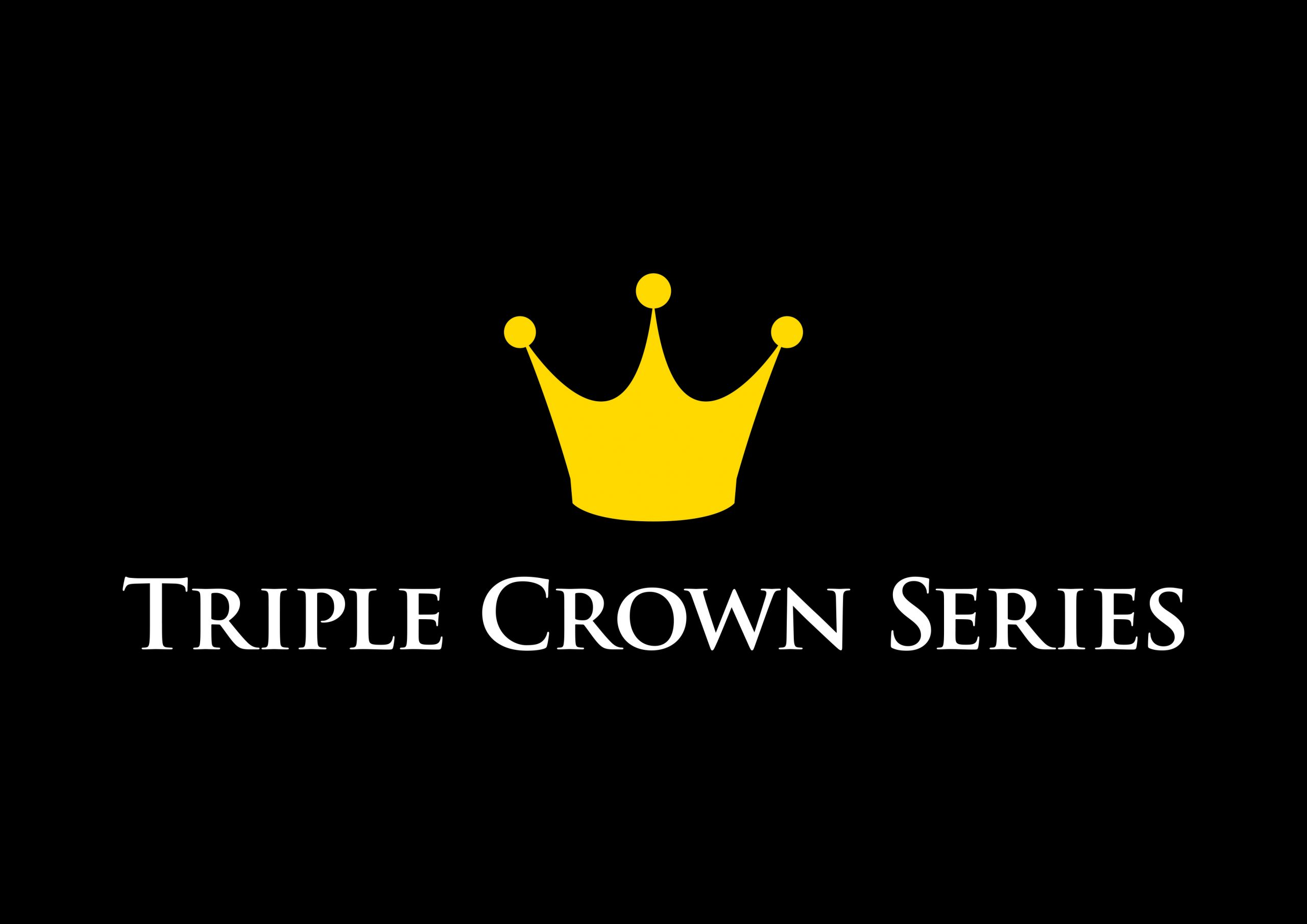
Logo der Triple Crown Series

Die Triple Crown ist eine Auszeichnung beim Snooker für Spieler, die es im Verlauf ihrer Karriere geschafft haben, die Weltmeisterschaft, die UK Championship und das Masters zu gewinnen. Diese drei Turniere zusammen werden auch als Triple Crown Series bezeichnet.

## Spieler, die die Triple Crown erreicht haben

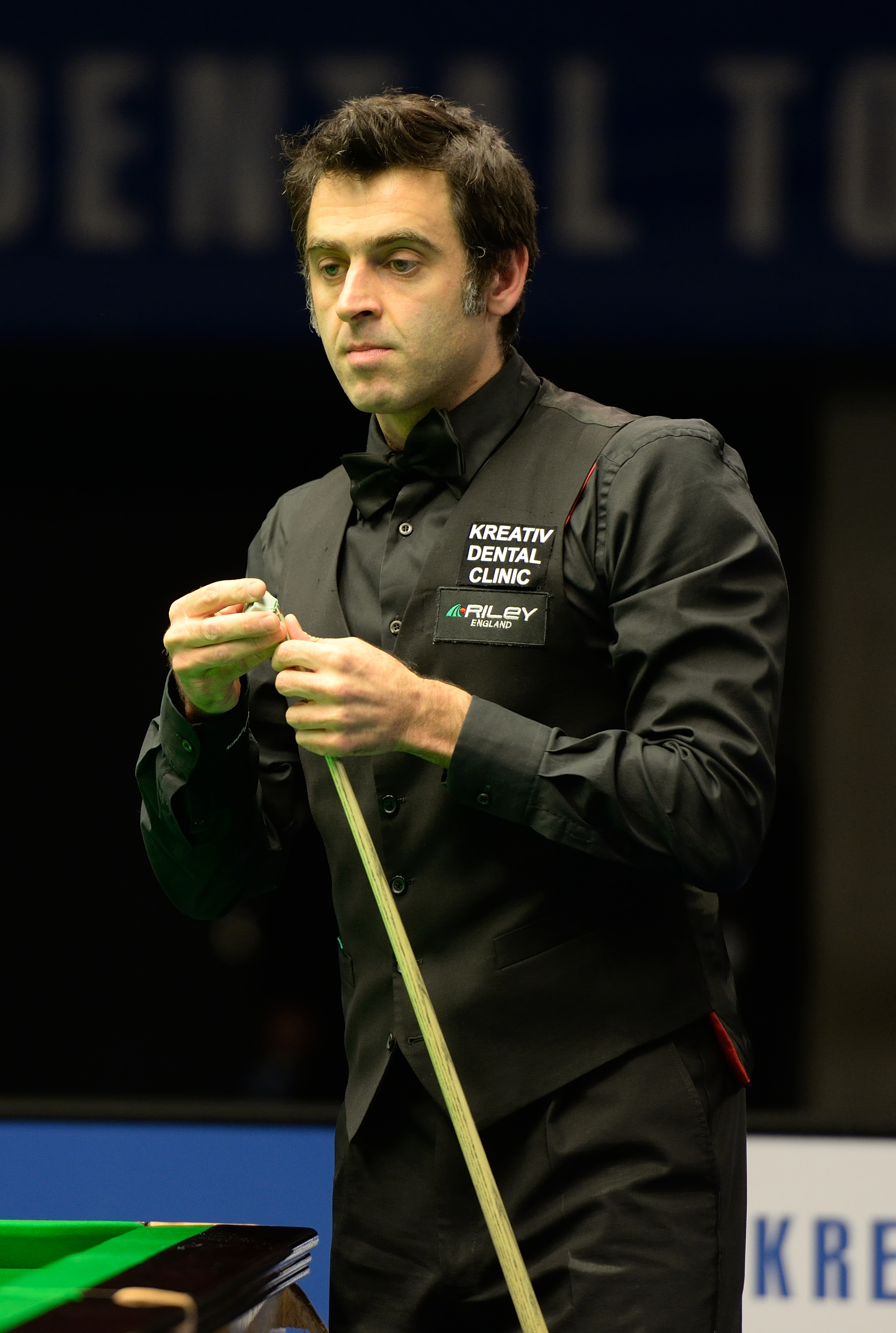
Ronnie O’Sullivan ist mit 23 Titeln der erfolgreichste Spieler

In der Geschichte des Snookers haben es erst elf Spieler geschafft, alle drei Triple Crown Events zu gewinnen. Diese sind:
- Steve Davis
- Terry Griffiths †
- Stephen Hendry
- Alex Higgins †
- John Higgins
- Shaun Murphy
- Ronnie O’Sullivan
- Neil Robertson
- Mark Selby
- Judd Trump
- Mark Williams

(in Fettschrift noch aktive Spieler (Stand Saison 2025/26))
Von diesen elf Spielern haben es allerdings lediglich Steve Davis (1987/88), Stephen Hendry (1989/90, 1995/96) und Mark Williams (2002/03) geschafft, alle drei Turniere in einer Saison zu gewinnen.

## Liste der Spieler mit den meisten Siegen bei Triple Crown Events
Die Spieler werden zunächst nach den meisten Siegen bei Triple Crown Events (Total) gelistet. Bei gleicher Anzahl haben die Triple-Crown-Träger Vorrang. Abschließend wird nach dem Jahr des ersten Turniersiegs sortiert. Es werden nur die Spieler mit mindestens zwei Siegen bei Triple-Crown-Turnieren aufgeführt. In der Saison 2025/26 aktive Spieler sind fettgedruckt.
| Name               | Land                | Weltmeisterschaft | UK Championship | Masters | Total | von–bis   |
| ------------------ | ------------------- | ----------------- | --------------- | ------- | ----- | --------- |
| Ronnie O’Sullivan  | England             | 7                 | 8               | 8       | 23    | 1993–2024 |
| Stephen Hendry     | Schottland          | 7                 | 5               | 6       | 18    | 1989–1999 |
| Steve Davis        | England             | 6                 | 6               | 3       | 15    | 1980–1997 |
| Joe Davis †        | England             | 15                | 0               | 0       | 15    | 1927–1946 |
| John Higgins       | Schottland          | 4                 | 3               | 2       | 9     | 1998–2011 |
| Mark Selby         | England             | 4                 | 2               | 3       | 9     | 2008–2021 |
| Fred Davis †       | England             | 8                 | 0               | 0       | 8     | 1948–1956 |
| John Pulman †      | England             | 8                 | 0               | 0       | 8     | 1957–1968 |
| Mark Williams      | Wales               | 3                 | 2               | 2       | 7     | 1998–2018 |
| Ray Reardon †      | Wales               | 6                 | 0               | 1       | 7     | 1970–1978 |
| Neil Robertson     | Australien          | 1                 | 3               | 2       | 6     | 2010–2022 |
| Alex Higgins †     | Nordirland          | 2                 | 1               | 2       | 5     | 1972–1983 |
| Judd Trump         | England             | 1                 | 2               | 2       | 5     | 2011–2024 |
| Shaun Murphy       | England             | 1                 | 1               | 2       | 4     | 2005–2025 |
| John Spencer †     | England             | 3                 | 0               | 1       | 4     | 1969–1977 |
| Cliff Thorburn     | Kanada              | 1                 | 0               | 3       | 4     | 1980–1986 |
| Ding Junhui        | Volksrepublik China | 0                 | 3               | 1       | 4     | 2005–2019 |
| Terry Griffiths †  | Wales               | 1                 | 1               | 1       | 3     | 1979–1982 |
| Doug Mountjoy †    | Wales               | 0                 | 2               | 1       | 3     | 1977–1988 |
| Paul Hunter †      | England             | 0                 | 0               | 3       | 3     | 2001–2004 |
| Walter Donaldson † | Schottland          | 2                 | 0               | 0       | 2     | 1947–1950 |
| Jimmy White        | England             | 0                 | 1               | 1       | 2     | 1984–1992 |
| Dennis Taylor      | Nordirland          | 1                 | 0               | 1       | 2     | 1985–1987 |
| John Parrott       | England             | 1                 | 1               | 0       | 2     | 1991      |
| Matthew Stevens    | Wales               | 0                 | 1               | 1       | 2     | 2000–2003 |
| Peter Ebdon        | England             | 1                 | 1               | 0       | 2     | 2002–2006 |
| Stuart Bingham     | England             | 1                 | 0               | 1       | 2     | 2015–2020 |
| Mark Allen         | Nordirland          | 0                 | 1               | 1       | 2     | 2018–2022 |
| Zhao Xintong       | Volksrepublik China | 1                 | 1               | 0       | 2     | 2021–2025 |